# Senshūsei-Kurs
Der Senshūsei-Kurs (jap. 専修生, senshūsei) ist ein intensiver und äußerst strapaziöser elfmonatiger Vollzeit-Aikido-Trainingskurs, welcher jährlich am Yoshinkan-Aikidō Hombu Dōjō, dem Hauptsitz des Yoshinkan-Aikido, in Tokio abgehalten wird. Der Senshusei-Kurs wurde besonders bekannt durch Robert Twiggers Buch Angry White Pyjamas.

## Inhalte
Kursteilnehmer beginnen das Studium unabhängig von bereits erreichtem Rang und Begabung mit den grundlegenden Bewegungen und bekommen im Lehrplan die grundlegenden Techniken des Yoshinkan Aikido beigebracht. Der Unterricht findet auf Japanisch und Englisch statt und wird von Lehrern des Honbu Dojo geführt. Der Senshusei-Kurs bringt den Teilnehmern alle Grundlagen des Yoshinkan Aikido, Jiyūwaza, Selbstverteidigung und Lehrmethoden bei. Absolventen des Kurses bekommen zum Ende üblicherweise den Shodan (schwarzer Gürtel) verliehen, falls sie diesen Rang nicht bereits erreicht haben.

## Geschichte
Der Senshusei-Kurs wurde 1957 von Shioda Gōzō gegründet. Der auf den Zeitraum eines Jahres angesetzte Kurs wurde anfangs genutzt, um während einer Zeit ziviler Unruhen in den 1960er Jahren einige Mitglieder der Keishi-chō Kidōtai (警視庁機動隊, „mobile Abteilung“ der Polizeibehörde der Präfektur Tokio) zu trainieren. Jedes Jahr unterzieht sich eine bestimmte Anzahl von Mitgliedern der Polizei der Präfektur Tokio immer noch diesem Kurs, dieser wurde jedoch 1991 mit der Gründung der International Yoshinkan Aikido Federation (IYAF) auch Kandidaten zugänglich gemacht, die keiner Polizeieinheit angehören. Durch die Öffnung des Senshusei-Kurses wollte die IYAF der internationalen Gesellschaft authentisches Training in Japan anbieten. Die Männer und Frauen, die den Kurs heutzutage machen, kommen immer noch größtenteils aus dem Ausland. Der moderne Lehrplan ist darauf ausgerichtet, beständiges, effektives Aikido zu entwickeln und seinen Absolventen einen starken Geist zu vermitteln. Teilnehmer des Senshusei-Kurses genießen eine Erfahrung, welche der traditioneller Uchi-Deshi ähnelt. Der Kurs hat sich von seinem ursprünglichen Bestimmung als Kurs für Ausbilder wegentwickelt zu seinem derzeitigen Zweck mit mehr Betonung auf Lernen, Training und Entwicklung des Geistes.
Viele Absolventen des Programms haben selbst weiter unterrichtet und Yoshinkan-Dōjō in Ländern auf der ganzen Welt eröffnet, darunter Australien, Kanada, Israel, Deutschland, Portugal, Großbritannien und die Vereinigten Staaten.